# Urningangg
Urningangg är ett utdött australiskt språk. Urningangg talades i Norra territoriet. Urningangg tillhörde giimbiyuspråken. Dess närmaste släktspråk är erre.. 